# Synodontis macrops
Synodontis macrops es una especie de peces de la familia Mochokidae en el orden de los Siluriformes.

## Morfología
- Los machos pueden llegar alcanzar los 17,3 cm de longitud total.[2]

## Hábitat
Es un pez de agua dulce.

## Distribución geográfica
Se encuentran en África: cuenca del río Nilo en Uganda.